# François Pervis
François Pervis (Château-Gontier, 16 oktober 1984) is een Frans voormalig baanwielrenner, hij was gespecialiseerd in de explosieve onderdelen zoals de keirin, sprint en de kilometer.
In 2013 reed hij een wereldrecord op de 1000 meter, dat tien jaar stand zou houden tot het verbeterd werd door Jeffrey Hoogland.

## Palmares
| Jaar | FK                         | EK                   | WK                         | Overig                                               |
| ---- | -------------------------- | -------------------- | -------------------------- | ---------------------------------------------------- |
| 2003 |                            | Ploegsprint          |                            |                                                      |
| 2004 |                            |                      |                            |                                                      |
| 2005 | 1KM                        |                      |                            | WB Sydney: Ploegsprint                               |
| 2006 | 1KM · Sprint · Ploegsprint |                      | 1KM                        | WB Los Angeles: Ploegsprint                          |
| 2007 | 1KM · Keirin               |                      | 1KM                        | WB Los Angeles: 1KM WB Peking: 1KM                   |
| 2008 |                            |                      | 1KM                        | WB Kopenhagen: 1KM Ploegsprint WB Manchester: Keirin |
| 2009 |                            |                      | Keirin                     | WB Peking: Ploegsprint                               |
| 2010 |                            |                      | Ploegsprint · 1KM          |                                                      |
| 2011 | 1KM                        | Ploegsprint · Keirin | 1KM                        | WB Peking: 1KM Ploegsprint WB Cali: 1KM              |
| 2012 | Sprint · 1KM               |                      |                            | WB Peking: Keirin                                    |
| 2013 | 1KM · Sprint · Keirin      | Ploegsprint · Keirin | 1KM · Sprint · Ploegsprint | WB Manchester: Keirin                                |
| 2014 |                            |                      | Sprint · 1KM · Keirin      |                                                      |
| 2015 |                            |                      | Keirin                     |                                                      |
| 2016 |                            |                      |                            |                                                      |
| 2017 |                            |                      | 1KM                        |                                                      |
| 2018 |                            | Teamsprint           | Teamsprint                 |                                                      |
| 2019 | 1KM                        |                      |                            |                                                      |

Augé ·
Blain ·
Blot ·
Bourgain · 
Brard ·
Buffaz · 
Demaret ·
Duclos-Lassalle · 
Dumoulin ·
Duque · 
El Fares ·
Fernández · 
Hary ·
Kern ·
Lafargue ·
Minard · 
Moinard · 
Moncoutié · 
Monier ·
Oesaw · 
Pauriol ·
Pervis ·
Portal ·
Sijmens · 
Sireau ·
Taaramäe · 
Valentin · 
Villa ·
Fouchard (stagiair) ·
Giraud (stagiair) · 
Molmy (stagiair) 
Augé ·
Blot · 
Buffaz · 
Cusin ·
Demaret ·
Dumoulin ·
Duque · 
El Fares ·
Fouchard ·
Gallopin · 
Ista ·
Kern ·
Keukeleire · 
Kriit ·
Labbe ·
Lafargue ·
Lambert ·
Levy ·
Minard · 
Moinard · 
Moncoutié · 
Monier ·
Mulder · 
Pauriol ·
Pervis ·
Sijmens · 
Sireau ·
Taaramäe · 
Thirionet · 
Valentin · 
Zingle ·
Bagot (stagiair) ·
Edet (stagiair) ·
Petit (stagiair)